# ケンタッキー人
『ケンタッキー人』（The Kentuckian）は1955年のアメリカ合衆国の映画。主演のバート・ランカスターが監督も務めたシネマスコープによる西部劇である。
ウォルター・マッソーは本作が映画デビュー作となった。また、本作のマーケティングの一環として、トーマス・ハート・ベントンにより映画の1シーンを描いた絵画「ケンタッキー」が描かれ、1978年以降はロサンゼルス・カウンティ美術館に展示されている。

## キャスト
※括弧内は日本語吹替（初回放送1970年3月1日『日曜洋画劇場』）
- イーライ：バート・ランカスター（久松保夫）
- ハンナ：ダイアン・フォスター（武藤礼子）
- リトル・イーライ：ドナルド・マクドナルド（太田淑子）
- スージー：ダイアナ・リン
- ザック：ジョン・マッキンタイア
- ソフィー：ウナ・マーケル
- ジビー：ジョン・キャラダイン
- プレザント：ジョン・ライテル
- スタン：ウォルター・マッソー（内海賢二）

## スタッフ
- 監督：バート・ランカスター
- 製作：ハロルド・ヘクト
- 原作：フェリックス・ホルト
- 脚本：A・B・ガスリー・Jr.
- 撮影：アーネスト・ラズロ
- 音楽：バーナード・ハーマン